# قشلاق حاجی الله‌وردی
قشلاق حاجی الله‌وردی یک روستا در ایران است که در دهستان گوگ‌تپه واقع شده‌است. قشلاق حاجی الله‌وردی ۱۲۶ نفر جمعیت دارد.